# Jiří Pleskot
Jiří Pleskot (3. května 1922 Milostín – 1. prosince 1997 Praha) byl český herec.

## Život
Vystudoval divadelní vědu na Filosofické fakultě Univerzity Karlovy. Studium ukončil v roce 1949. Již během svých studií hrál ochotnicky divadlo. Po ukončení školy hrál nejprve v různých oblastních divadlech, od roku 1951 natrvalo zakotvil ve Vinohradském divadle.
V letech 1951 až 1991 byl řádným, později – po odchodu do důchodu – pouze hostujícím členem hereckého souboru Divadla na Vinohradech. Mezi jeho nejznámější filmové role patří, mimo jiné, ztvárnění postavy prezidenta Edvarda Beneše v dvojsnímku Otakara Vávry Dny zrady a ve filmu Sokolovo.
Často ztvárňoval role seriózních intelektuálů (učitele, policisty, úředníky, otce rodin apod.).
Jeho první manželkou byla herečka Jiřina Jirásková, se kterou se po dvou letech rozvedl po jejím románku s hercem Jiřím Valou. Jeho druhou manželkou byla televizní a rozhlasová hlasatelka a moderátorka Olga Čuříková.

## Divadelní role, výběr

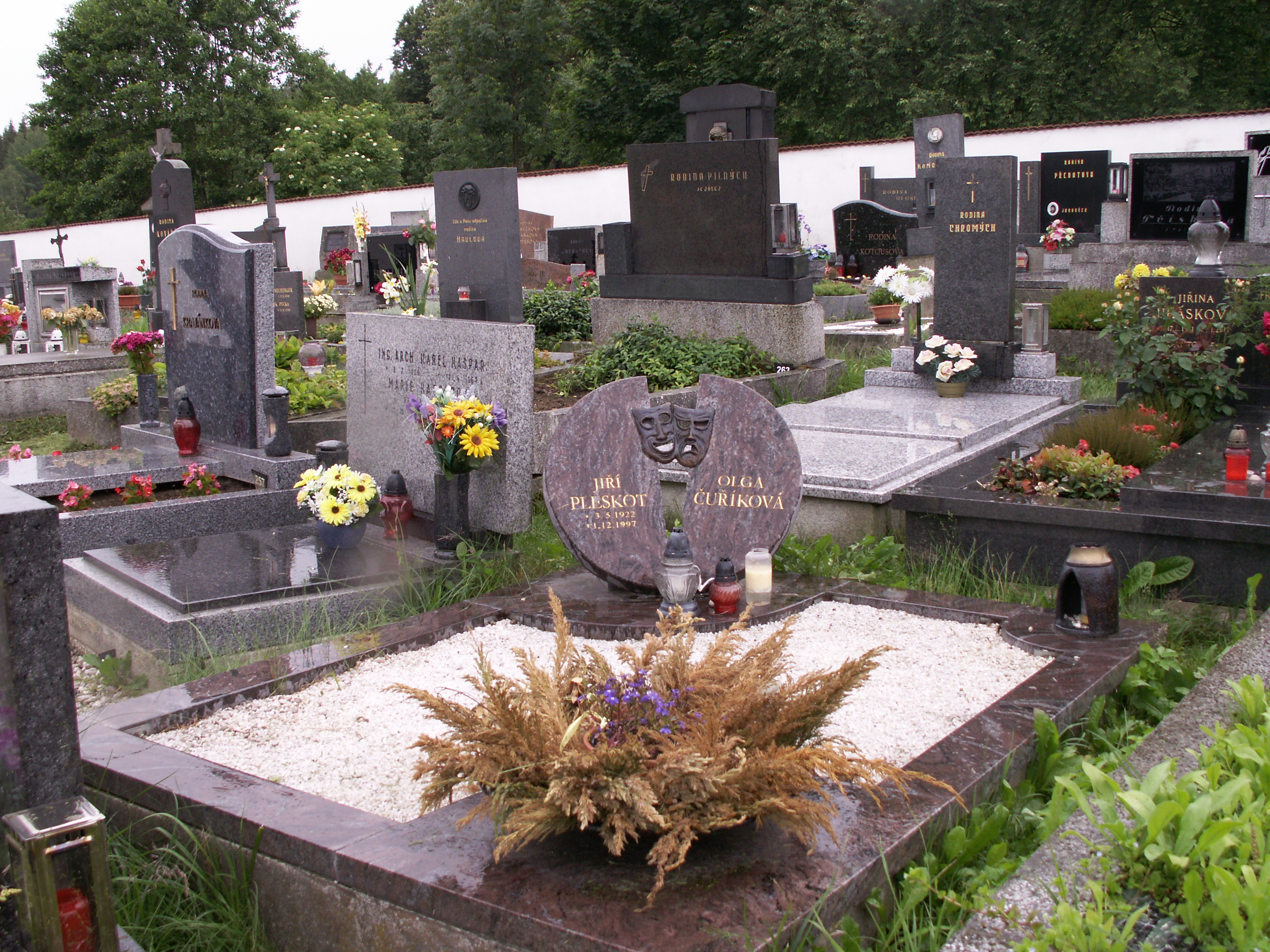
hrob v Malenicích

- 1971 Karel Čapek: R.U.R., Dr.Gall, Vinohradské divadlo, režie Stanislav Remunda
- 1977 George S. Kaufman, Moss Hart: Přišel na večeři, Dr. Bradley, Vinohradské divadlo, režie Stanislav Remunda

## Televize
- 1968 Talisman (TV mikrokomedie) – role: bývalý kumpán, zloděj
- 1973 Kukačky (TV film) –  role: příslušník VB
- 1975 Tři muži se žralokem (TV komedie na motivy povídek Jaroslava Haška) –  role: spisovatel Jaroslav Hašek

## Film, výběr
- 1967 Konec agenta W4C prostřednictvím psa pana Foustky  – role: šéf agentury nejmenované podmocnosti
- 1972 Akce Bororo – role: Chaloube
- 1979 Čas pracuje pro vraha – role: dr. Brandl, náměstek ředitele tiskové agentury
- 1980 Lucie, postrach ulice  –  role: Dědeček
- 1983 ...a zase ta Lucie! –  role: Dědeček

## Rozhlas
- 1993 Zdeněk Svěrák: Podzemnice olejná, režie Jan Fuchs, účinkují: Vlasta Žehrová, Zdeněk Svěrák, Jiří Pleskot, Jiřina Jirásková, Petr Pelzer a Martin Růžek.